# Vaals
Vaals ([f̠aːɫs] ⓘ oder va:ls; im örtlichen Dialekt Vols vɔls, in den meisten südniederfränkischen Dialekten eher Vaols vɒːɫs) ist eine Gemeinde und ein Ort in dieser Gemeinde. Sie liegt im äußersten Südosten der niederländischen Provinz Limburg, etwa 23 km östlich der Provinzhauptstadt Maastricht und 5,5 km westlich des Stadtzentrums von Aachen. Mundartlich wird Vaals „Vols“ genannt. Die Einwohner nennen sich „Völser“.

## Mundart

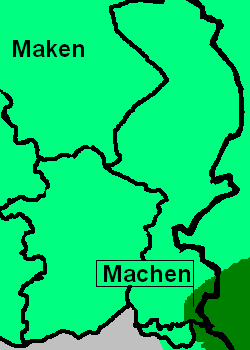
Die Benrather Linie (maken/machen-Linie) im SO der ndl. Provinz Limburg

In Vaals, Holset und Lemiers werden ripuarische Mundarten gesprochen. Vor allem die Vaalser Mundart weist große Ähnlichkeiten zum benachbarten Aachener Platt auf. Der Vijlener Dialekt wird aufgrund seines Lautstandes zum Südniederfränkischen gerechnet.

## Geografie und Geologie
Vaals liegt direkt an der deutschen Grenze und geht in den Aachener Ortsteil Vaalserquartier über.
Die Grenzgemeinde besteht aus den drei Hauptorten Vaals, Lemiers und Vijlen. Zu Vaals gehören die Siedlungen Raren und Wolfhaag, zu Lemiers Holset und Mamelis, zu Vijlen Camerig, Cottessen, Harles, Melleschet und Rott.
Auf dem Gemeindegebiet liegt der Vaalserberg, die höchste Erhebung der kontinentalen Niederlande. Seitdem die Karibikinsel Saba im Jahr 2010 offiziell eine Besondere Gemeinde der Niederlande wurde, gilt der dortige Vulkan Mount Scenery als der höchstgelegene Punkt der Niederlande mit 877 m über dem Meeresniveau. Auf dem 322,50 m über NAP liegenden Vaalserberg befindet sich das Dreiländereck Belgien-Deutschland-Niederlande, welches zwischen 1839 und 1919 ein Vierländereck war. Ferner findet sich auf dem Gebiet der Gemeinde Vaals, an der Straße nach Gemmenich (Belgien), der mit 275 m höchstgelegene Grenzübergang der Niederlande.
Naturräumlich liegt Vaals in der zur Eifel gehörenden Haupteinheitengruppe Vennvorland (Nr. 56) und in der Haupteinheit Vaalser Hügelland (561.3). Die heutige geologische Formation von Vaals wurde maßgeblich in der letzten Kreidezeit bestimmt, wie sie im Süden der Niederlande und im belgischen Limburg vorkommt und besteht wegen seines hohen Glaukonitanteils mehrheitlich aus Grünsandstein. Zudem handelt es sich um eine semipermeable aquitarde Gesteinsschicht, die bewirkt, dass das Grundwasser nur schlecht in den Boden versickern kann. An den Stellen, an denen diese Bodenschichtung unterbrochen ist, entstanden Quellen, aus denen sich die Vaalser Bäche bildeten, die mehrheitlich über den Senserbach in die Göhl und diese wiederum in die Maas münden.
Vor mehr als zwei Millionen Jahren war das Gebiet um Vaals relativ flach, weshalb die Maas um einige Kilometer weiter östlicher als heute entlang einer ungefähren Linie Eijsden, Epen und Vijlen bei Vaals verlief. Erst als sich ab dem Pliozän die Ardennen und deren Ausläufer allmählich anhoben, erhielt Vaals seine heutige charakteristische Hügellandschaft und die Maas wurde mit ihrem Flussbett westwärts zurückgedrängt.

## Geschichte

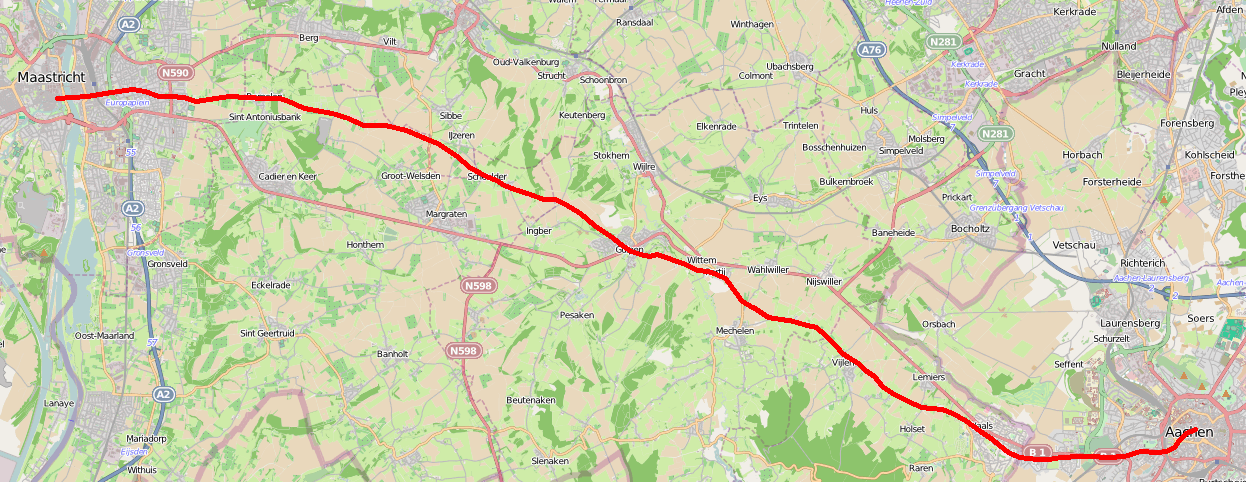
Alte Römerstraße Maastricht–Vaals–Aachen

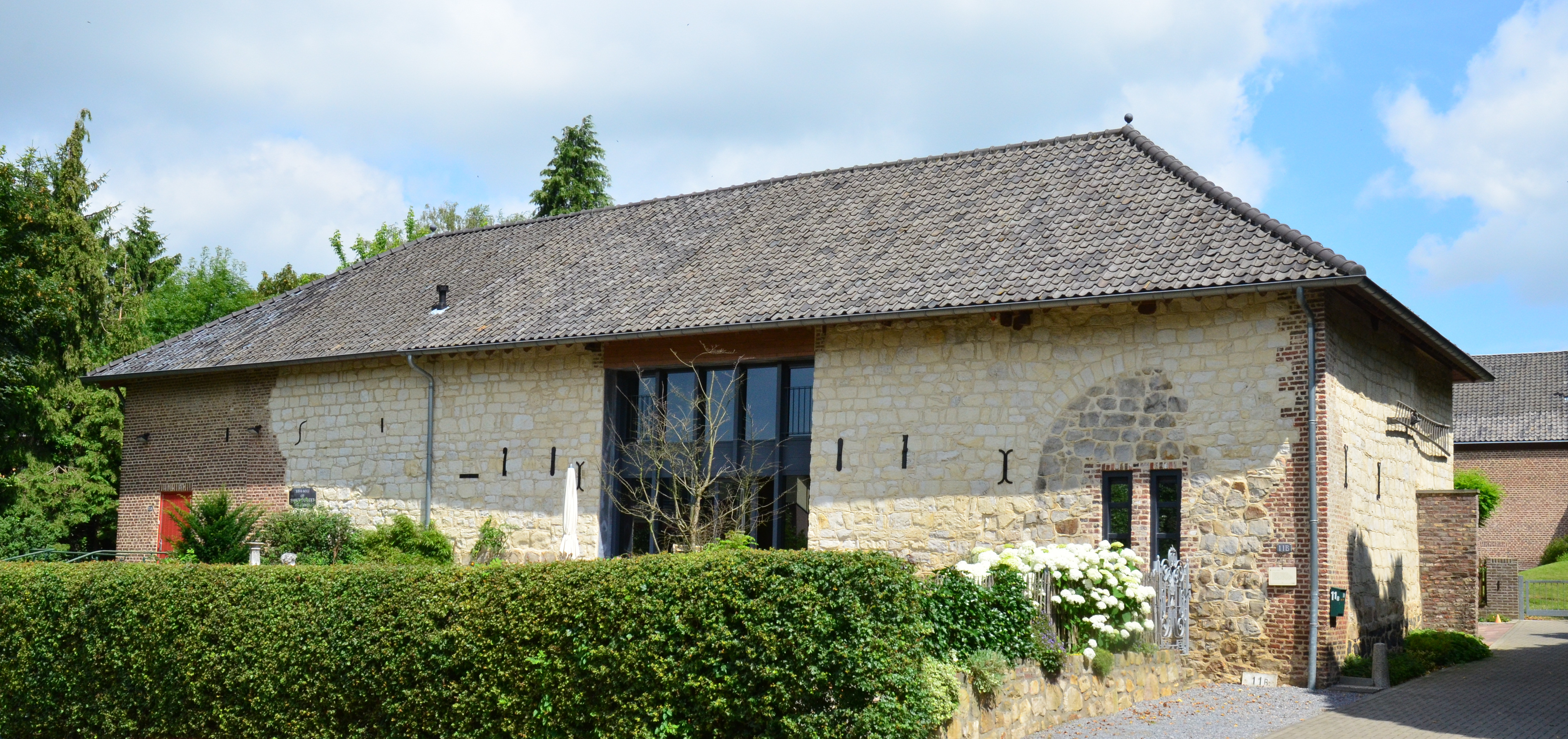
Lehnshof St. Tolbert, die Keimzelle des Ortes Vaals

Die Gegend um Vaals war schon früh besiedelt. Grabhügel aus der Bandkeramischen Kultur (5300 bis 4900 v. Chr.) wurden bei Vijlen und auf dem Vaalser Berg gefunden sowie Reste einer römischen Villa bei Lemiers. In der Römerzeit lag Vaals an einem Kreuzungspunkt zweier Römerstraßen: zum einen dem Alten Aachener Weg von Maastricht nach Aachen und dem Weg von der Abtei Rolduc nach Alt-Moresnet. Darüber hinaus wurden im Jahr 2016 im Rahmen von Tiefbaumaßnahmen Töpferscherben aus karolingischer Zeit geborgen.
Urkundlich erwähnt wurde Vaals erstmals 1041 als Vaels (von lat. vallis = ‚Tal‘). Kaiser Heinrich III. schenkte laut dieser Urkunde Ländereien in Holset, Lemiers, Vijlen und Mamelis dem St.-Adalbert-Stift in Aachen, hier dialektisch St. Tolbert genannt. Der Lehnhof St. Tolbert in Vaals, die „Keimzelle“ der Ortsentwicklung, existiert heute noch und ist Sitz des Heemkundekring Sankt-Tolbert Vaals. Darüber hinaus wurde ebenso die Reichsabtei Burtscheid mit Ländereien in Vijlen und der dortigen mittelalterlichen Kirche belehnt.
Vom späten Mittelalter bis zur Napoleonischen Eroberung war Vaals ein Bereich der Herrlichkeit Land van Rode, das wiederum zum Herzogtum Limburg gehörte. Die meisten Ländereien und Gutshöfe von Vaals waren an verschiedene zinsabhängige Grundherren, die sogenannten Laten, übertragen, die sich als Hofgenossenschaft zusammengeschlossen haben und von gewählten Schöffen in der Latbank vertreten ließen, wo das Latrecht gesprochen wurde. Während dieser Periode war die Grenze zum damaligen Aachener Reich durch den Aachener Landgraben befestigt, der vom Vaalserberg kommend hinunter ziehend zum Senserbach, dann weiter über Lemiers bis Mamelis und schließlich hinauf nach Orsbach verlief und an verschiedenen Punkten mit Adlersteinen markiert war. An der Einmündung der Akenerstraat–Alte Vaalser Straße erinnert ein winziges Museum, die Kleine Wache genannt (etwa 1 m²), an die Zeit, als die Grenzen im Gegensatz zu heute noch nicht offen waren. Dieser Grenzverlauf wurde im Bereich des alten Grenzüberganges bis rund um die alte katholische St. Paulus-Kirche von Vaals immer wieder manipuliert, um so die Kirche unrechtmäßigerweise auf Grund und Boden des Aachener Reiches zu integrieren.
In der Frühen Neuzeit kam das Herzogtum Limburg und damit auch der Ort Vaals zur Republik der Sieben Vereinigten Niederlande, auch Generalstaaten genannt, die im Rahmen des Westfälischen Friedens von 1648, der sowohl den Achtzigjährigen Krieg als auch den Dreißigjährigen Krieg beendet hatte, aus dem Heiligen Römischen Reich (HRR) ausgeschieden waren. Diese Neuordnung der Länder wurde im sogenannten Partagevertrag von 1661 endgültig bekräftigt und erst anschließend verlief die Grenze von Vaals zum Aachener Reich so, wie sie heute noch Bestand hat.
Ebenso seit dieser Zeit wurde Vaals ein Industriestandort, besonders für die Tuch- und Nadelfabrikation. Dabei profitierte der Ort vor allem von dem rigiden Zunftrecht in der benachbarten und nun „ausländischen“ Freien Reichsstadt Aachen mit ihren Einschränkungen bei der Niederlassungsfreiheit, der Technik, der Preisgestaltung und dem Personal. Diese Einschränkungen hatten dazu geführt, dass vor allem Kupferschläger, Nadler und Tuchfabrikanten aus Aachen zu jenen Orten wechselten, wo sie ihr Gewerbe ohne diese Zunftauflagen betreiben konnten. Zugleich war es die Zeit der ersten großen Aachener Religionsunruhen, die eine massive Auswanderung und Vertreibung von Aachener Bürgern mit evangelischem Glauben zur Folge hatte. Aus dieser Zeit stammen die Funde von Goldmünzen aus den Jahren 1454 bis 1466 und Silbermünzen aus den Jahren 1566 bis 1612, die im Jahr 2016 im Rahmen von Grabungen am Von Clermontplein gefunden wurden. Der Fund ist deshalb so wertvoll, da bisher in ganz Zuid-Limburg noch keine derartigen Goldmünzen gefunden wurden.

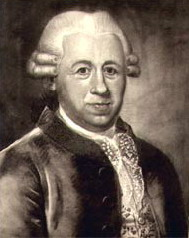
Johann Arnold von Clermont, der Tuchbaron von Vaals

Prägend für die Region war der Aachener Textilfabrikant Johann Arnold von Clermont (1728–1795), der 1761 unter Druck der Gegenreformation seine Heimat verlassen musste. Er erwarb flächendeckend Grundbesitz in und um Vaals und baute und gründete dort mehrere Textil-Betriebe. Seine Produkte fanden europaweit Abnehmer bis hin zum russischen Zarenhaus. Darüber hinaus war Clermont der Erste, der sich maßgeblich mit der Kanalisation der verschiedenen im Ort vorhandenen Bäche beschäftigte, wovon nicht nur die Industrie, sondern auch die gesamte Bevölkerung profitierte und ein Großteil der vormals sumpfigen Wiesenflächen bebaubar wurden. Aber auch andere, mehrheitlich deutsche Unternehmerfamilien, wie beispielsweise Binterim, Peltzer, Troistorff und Tyrell, sorgten in Vaals für einen wirtschaftlichen Aufschwung.
In den Jahren 1798 bis 1814 gehörte Vaals zum Kanton Burtscheid und wurde schließlich 1815 durch den Wiener Kongress offiziell niederländisch. Der Regierungsbezirk Aachen wurde Preußen zuteilte und Vaals dem Königreich der Niederlande. Als Belgien sich 1830 für unabhängig erklärte, wurde Vaals von 1830 bis 1839 vorübergehend belgisch und danach erneut niederländisch.
Seit 1890 führt Vaals in seinem Wappen neben dem Limburgischen Löwen eine Abbildung des heiligen Lambert von Lüttich, der zuvor bereits als der Schutzpatron der Siedlung Holset verehrt wurde.
Am 10. Mai 1940 marschierte die deutsche Wehrmacht in Vaals ein. In das Eckhaus Prins-Bernhardstraat/Maastrichterlaan 58, in dem sich heute eine Apotheke und Arztpraxis befindet, zog die NSDAP-Ortskommandatur ein. Vorher war dort bereits die Ortsgruppe Vaals der niederländischen nationalsozialistischen Bewegung (NSB) beheimatet.

## Religion

### Römisch-katholische Gemeinde
Als Vorläufer der heutigen St. Paulus-Kerk werden bereits zum Ende des 11. Jh. in einer Auflistung der Reichsgüter des Aachener Marienstiftes Kirchen in Gemmenich und Vaals genannt. Eine andere Quelle (vor 1200) nennt im Zusammenhang mit den Reichsgütern von Gemmenich unter anderen zwei Kapellen, die in Montzen und Vaals gelegen sein sollen. Erst um 1266 und erneut um 1280 wird eine Kirche erwähnt, die an einen alten Gemeindeturm angebaut worden war.
Dieser Turm im romanischen Stil an der Ecke Kerkstraat/Bergstraat ist das älteste, noch erhaltene Gebäude in der Gemeinde Vaals. Außer seiner neuen Eigenschaft als Kirch- und Glockenturm diente er lange Zeit als Wacht- und Verteidigungsturm sowie in mehreren Perioden als Gefängnis. Außerdem hatten dort zwischen 1580 und 1660 sowohl katholische Pfarrer und Schulmeister als auch evangelische Prediger ihre Wohnung gehabt. Bis 1967 gehörte der Kirchturm sowohl zur katholischen Kirche als auch zu der 1672 an der Nordseite angebauten Hervormde Kerk und wird auch nach dem Abriss der katholischen Kirche im Jahr 1967 weiterhin von der evangelischen Kirche betrieben, obwohl er Eigentum der römisch-katholischen Kirchengemeinde ist.
Die im 13. Jahrhundert ostseitig an dem Turm angebaute katholische Kirche, die anhand der Glockeninschrift von 1406 auf den Apostel Paulus getauft worden war, diente von 1649 bis 1663 den Katholiken zusammen mit der neu gegründeten Niederdeutsch-reformierten Gemeinde zunächst als Simultankirche. Danach wurde sie bis zur Einweihung deren neuer Hervormde Kerk im Jahr 1672 ausschließlich als protestantische Kirche genutzt. Ihr Pfarrbezirk erstreckte sich zudem auf Vaalserquartier, da es dort zu jener Zeit noch keine eigene katholische Pfarre gab. Dennoch konnte die katholische Gemeinde von Vaals und Vaalserquartier ihre nunmehr wiedererlangte Kirche aufgrund der zunehmenden Baufälligkeit nur eingeschränkt nutzen und sie erhielten schließlich 1751 die Genehmigung, an gleicher Stelle eine neue Kirche zu errichten. Noch bis zum Jahr 1815, als Vaals durch den Wiener Kongress offiziell niederländisch geworden war, gehörte St. Paulus zur Pfarrgemeinde von St. Jakob in Aachen und war danach selbstständiger Pfarrbezirk. Aufgrund der weiter stark gewachsenen Anzahl der Gemeindemitglieder musste bereits 1833 die Kirche erneut maßgeblich um- und ausgebaut werden. Schließlich wurde auch diese zu klein und es kam 1892 und etwa 200 m entfernt an der unteren Kerkstraat zum Neubau der heutigen neugotischen St. Paulus-Kirche nach Plänen des Maastrichter Architekten J. Kaiser. Der alte Kirchenbau diente noch längere Zeit als Veranstaltungsraum und wurde 1967 endgültig niedergerissen und das Areal zum Parkplatz umgebaut.
Als katholische Pastorei diente von den Anfangsjahren im 13. Jahrhundert bis etwa 1663 das Haus in der Alten Vaalser Straße Nr. 88 in Vaalserquartier. Anschließend richtete der Kirchenvorstand aufgrund des oben genannten Partagevertrages von 1661 in einem Haus auf niederländischem Grund direkt am alten Grenzübergang Kleine Wache in der Akerstraat 2–4 die neue Pastorei ein, von diesem heute nur noch die Grundfundamente vorhanden sind und auf denen mittlerweile ein neues Wohnhaus errichtet wurde. Im Zuge des Neubaus der heutigen St. Paulus-Kerk wurde die alte Pastorei aufgegeben und schließlich 1912/13 eine neue direkt neben der heutigen Kirche erbaut.
Im Jahr 1956 erhielt Kaplan Peters von der St. Paulus-Kirche den Auftrag, eine zweite Pfarrkirche in Vaals zu planen. Die katholische Gemeinde kaufte ein Terrain nördlich der Maastrichter Laan und ließ dort die St. Jozefkerk nach Plänen des Architekten Jan Huysmans errichten. Dieser entwarf eine dreischiffige Hallenkirche in Betonbauweise und mit einem konvex-konkav gewelltem Betondach. Für die Glasarbeiten war der niederländische Künstler Charles Eyck verantwortlich. Der Grundstein wurde am 29. April 1956 gelegt und die Kirche am 28. April 1958 eingeweiht. Bereits am 19. Juni 2000 wurde sie aufgrund der stark zurückgehenden Anzahl an Gemeindemitgliedern geschlossen, die Bänke dem Kardinal Jānis Pujats in Riga gespendet und die Glocken entfernt. Heute stehen auf dem Platz eine Schule, eine Bibliothek und Wohnhäuser.

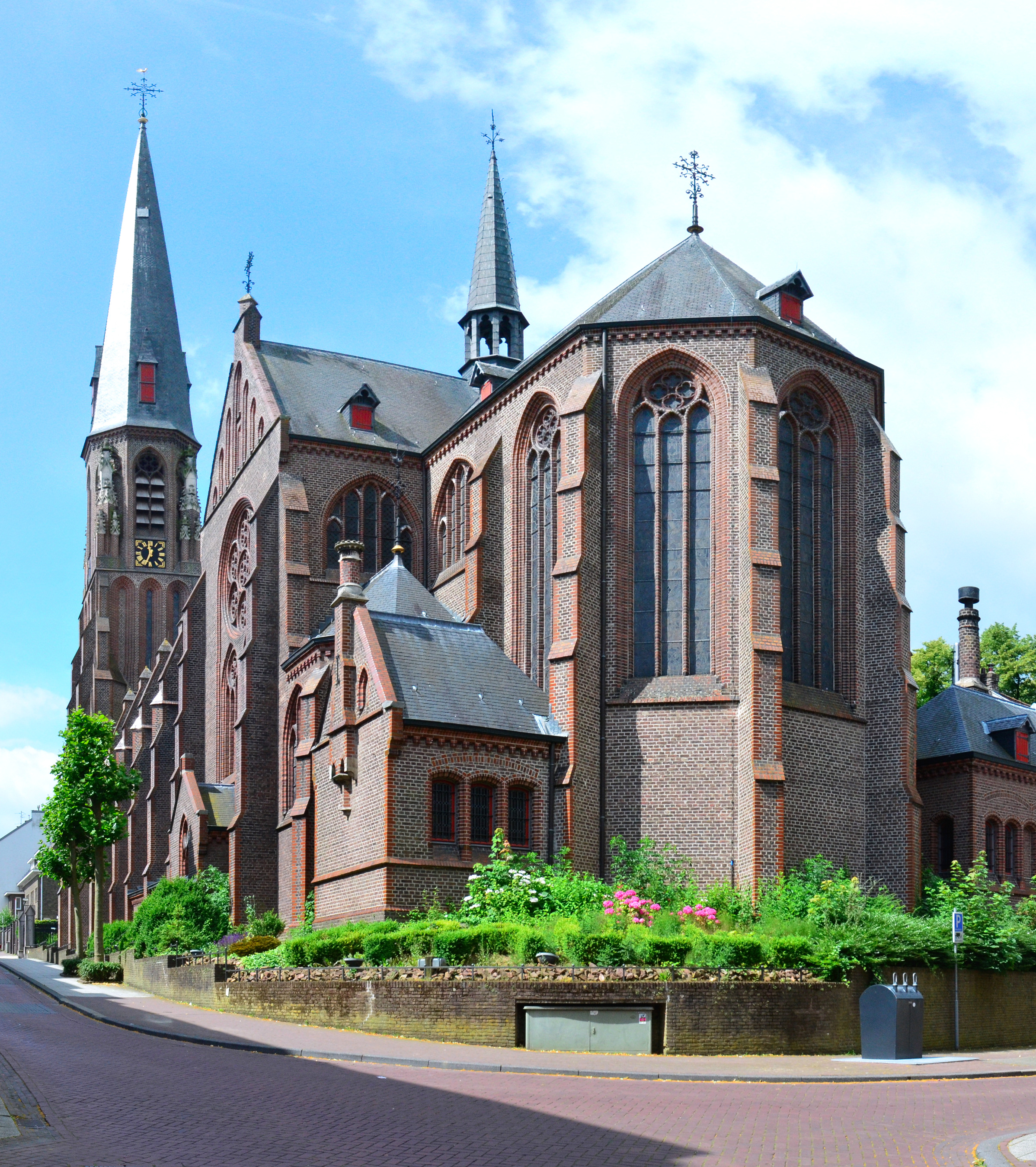
Heutige St. Paulus-Kerk, Kerkstraat
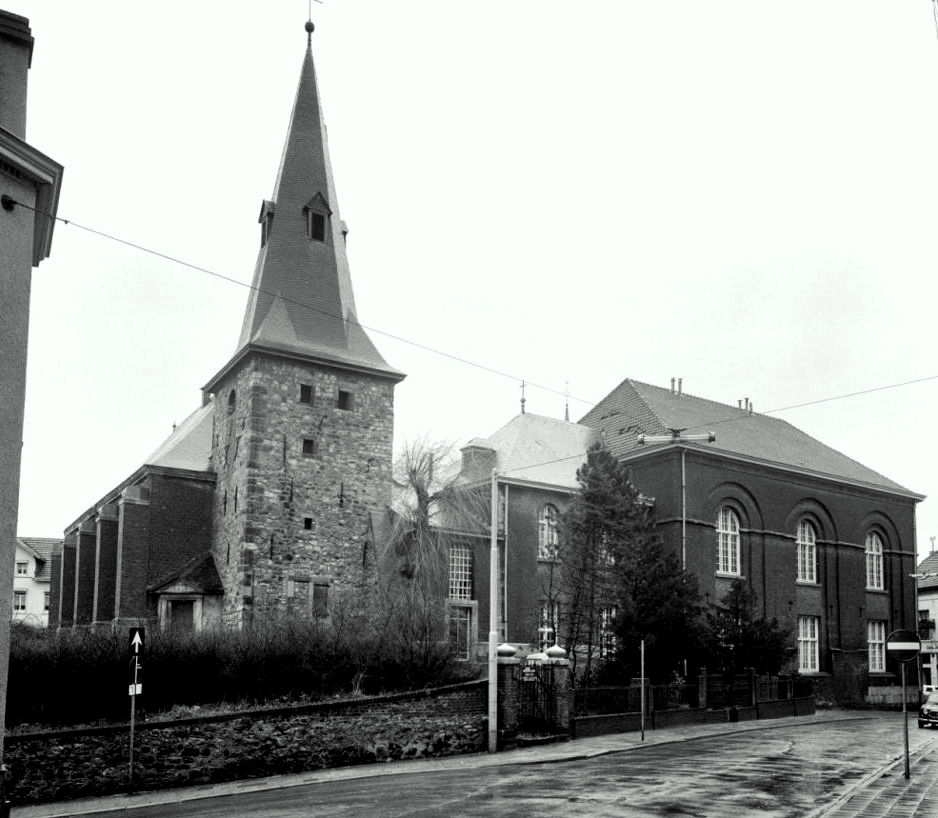
Katholische St. Paulus-Kerk (rechts) und Hervormde Kerk mit gemeinsamen Glockenturm
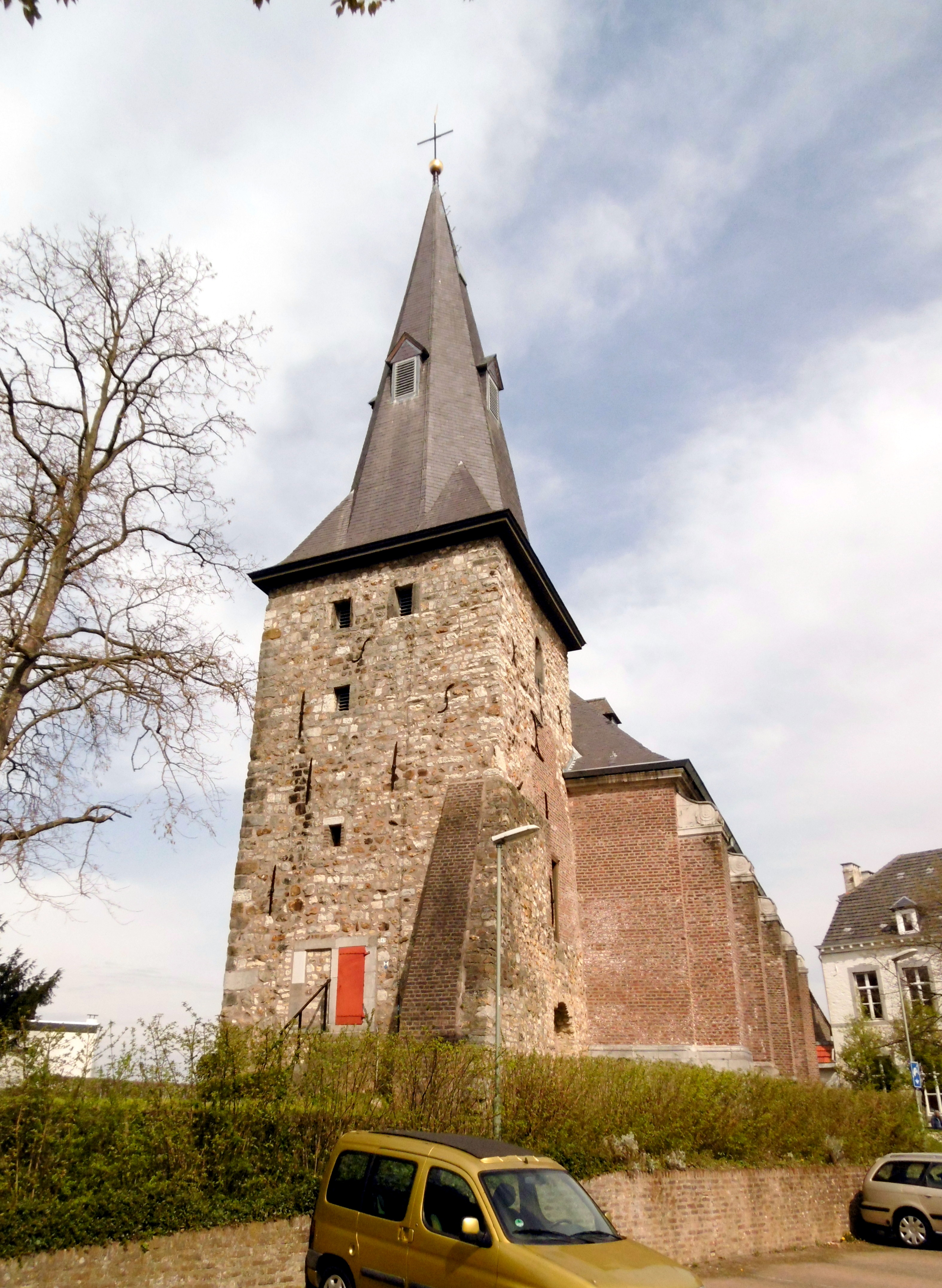
Gemeinschaftlich genutzter katholischer Glockenturm
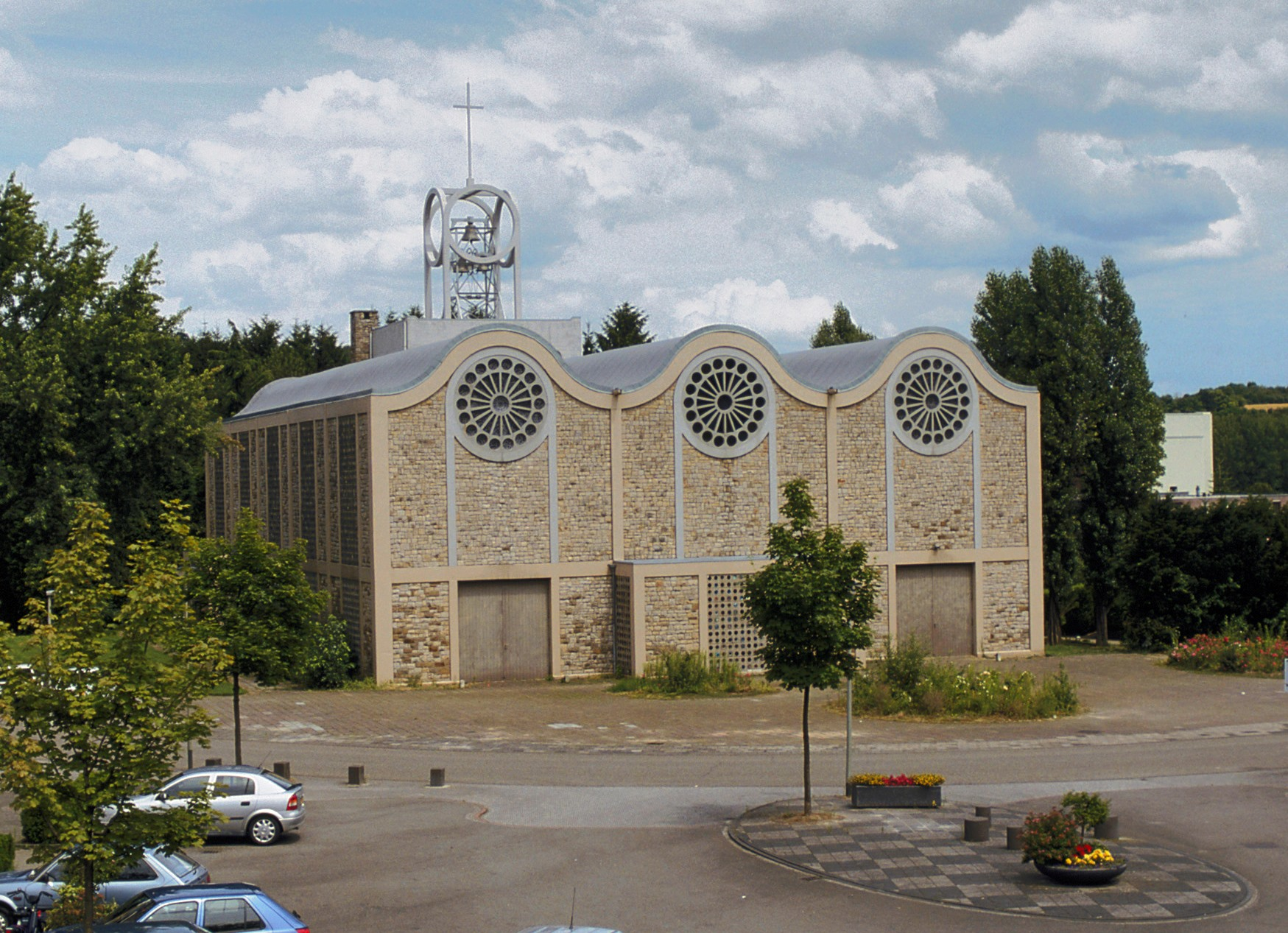
Ehemalige St. Jozefkerk

### Evangelische Gemeinden
Bereits 1558 wurde in Aachen eine reformierte Gemeinde mit französischer Liturgiesprache gegründet, der überwiegend Kupfermeister aus der Wallonie und Frankreich beitraten, die um 1554 vor den Truppen des Herzogs von Alba geflohen waren. Nachdem die Freie Reichsstadt Aachen sich im Augsburger Reichs- und Religionsfrieden von 1555 zum katholischen Glauben bekannt hatte, wurden dort nach und nach die reformierten Gottesdienste verboten und die Prediger der neuen Konfession ausgewiesen. Viele zogen daraufhin nach Burtscheid, Stolberg und nach Vaals, wo die Religionsausübung nicht in diesem Maße eingeschränkt war, und hielten dort ihre Gottesdienste ab. Aber nicht nur die in Aachen und Umgebung wohnenden Französisch sprechenden Reformierten, sondern auch zahlreiche religiös Verfolgte aus dem Eupener Raum, hier Geusen genannt, besuchten regelmäßig die Gottesdienste in Vaals, die anfangs noch in Privatwohnungen stattfanden. Noch heute zeugt der „Geusenweg“ in Vaalserquartier von dieser wechselvollen Geschichte.
In den Generalstaaten herrschte im Gegensatz zum HRR, in dem die römisch-katholische Konfession bis zum Ende des Alten Reiches um 1794 die allein vorherrschende Religion blieb, eine weitgehende Toleranz gegenüber dem Protestantismus, der hier vor allem calvinistisch geprägt war. Erst dadurch war es offiziell möglich, dass sich in Vaals zunächst 1649 die Französisch-Reformierte Gemeinde gründete, die 1667 die Waalse Kerk in der Akener Straat erbauen ließ. Diese Kirche hatte bis 1803 Bestand und wurde anschließend von der Hochdeutsch-Reformierten Gemeinde gekauft, die den Bau 1837 entwidmete und an einen Bäcker weiterverkaufte. Die traditionell Französisch-Reformierten Gläubigen trafen sich fortan im Keller des gegenüberliegenden Gebäudes in der Kerkstraat 31/Ecke Akener Straat, heute Haus Schatulle (Schatzkästchen), wo sie noch über einen längeren Zeitraum ihre Gottesdienste abhielten.
Als weitere protestantische Gemeinde gründete sich am 21. März 1649 die Hochdeutsch-Reformierte Gemeinde, der besonders zahlreiche protestantische Bewohner aus Aachen und Burtscheid beitraten. Bis zum Jahr 1663 teilten sich die Reformierten mit der katholischen Gemeinde deren St. Paulus-Kirche als Simultankirche, die die Reformierten anschließend bis 1672 auf Veranlassung der Generalstaaten vorübergehend ganz übernahmen. Schließlich erhielten sie die Genehmigung zum Bau ihrer eigenen Hervormde Kerk, die nordseitig an dem katholischen Glockenturm angebaut und 1672 eingeweiht wurde. Die dazugehörende Pastorei wurde 1716/1717 von dem Aachener Architekten Laurenz Mefferdatis in unmittelbarer Nachbarschaft gebaut. Seit jener Zeit konnte die reformierte Gemeinde weitestgehend ungestört ihre Gottesdienste in der Hervormde Kerk abhalten, die mittlerweile der Kirchengemeinde Maas-Heuvelland in der Protestantischen Kirche in den Niederlanden angehört.
Darüber hinaus gründete sich Mitte des 17. Jahrhunderts auf Initiative von Johannes Clermont (1612–1682) eine lutherische Gemeinde, die ab 1669 die ersten ungestörten Gottesdienste in einem Zimmer der Gaststätte Römer in Vaals abhalten konnten. Sein Sohn Esaias Clermont (1647–1706) erwarb im Jahr 1695 den Kupferhof Vaals auf dem heutigen von Clermontplein 11 und richtete in diesem Gebäude einen Raum für Gottesdienste und Andachten der lutherischen Gemeinde von Aachen und Burtscheid in deutscher Sprache ein. Dessen gleichnamiger Enkel Esaias (1698–1751), Erb- und Gerichtsherr zu Schloss Neuburg sowie Vater des späteren oben erwähnten Tuchbarons von Vaals, Johann Arnold von Clermont, ließ für die lutherische Gemeinde neben seiner Kupfermühle schließlich ein Gotteshaus nach Plänen des Ingenieur-Majors von Littig bauen. Für diesen Kirchenbau musste der westlich des Innenhofes liegende Trakt des zuvor dreiflügeligen Kupferhofes abgerissen werden. Diese lutherische Kirche sollte rein äußerlich so wenig wie möglich einer Kirche gleichen, um in Zeiten der Religionsunruhen die römisch-katholische Kirche nicht zu sehr zu provozieren. Bis 1955 diente De Kopermolen als Kirchenhaus und wurde dann zu einem Kulturzentrum umgebaut und ist derzeit Sitz des Centrums voor Kunst en Cultuur Vaals.
Darüber hinaus existierte zu Beginn des 17. Jh. noch eine kleine Mennonitengemeinde, die sich ebenfalls aus Vertriebene aus Aachen und Burtscheid zusammensetzte und sich in einem kleinen Haus im Ort trafen. Um 1740 richtete sie in einem Gebäudekomplex gegenüber dem später, im Jahr 1761 erbauten Stammhaus der Familie Johann Arnold von Clermont ein eigenes Gotteshaus ein, welches sie nur bis etwa 1780 betrieben. Um diese Zeit hat Clermont dieses Haus übernommen und dort eine Weberei und Färberei eingerichtet, weshalb die Vaalser das Haus heute als Haus Verves (Färberei) bezeichnen.

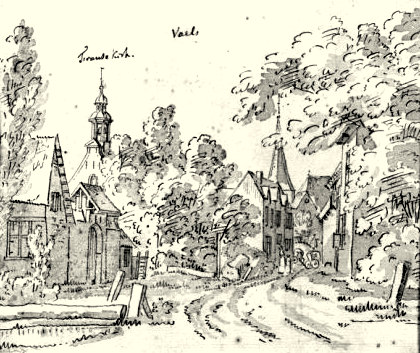
Waalse Kerk vor 1850 (links mit kleinem Turm; im Hintergrund der Turm der Hervormde Kerk)
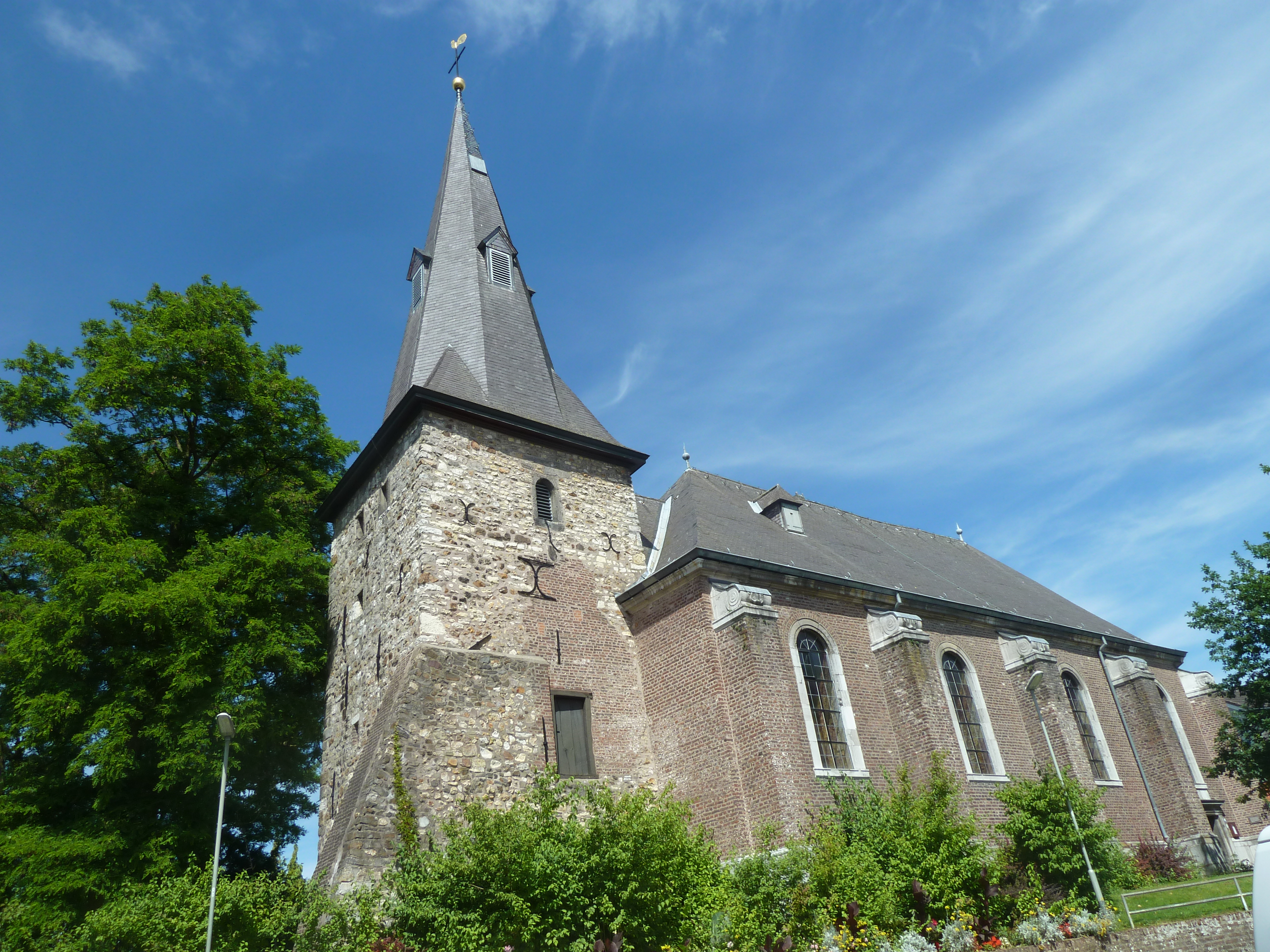
Hervormde Kerk – Ostseite
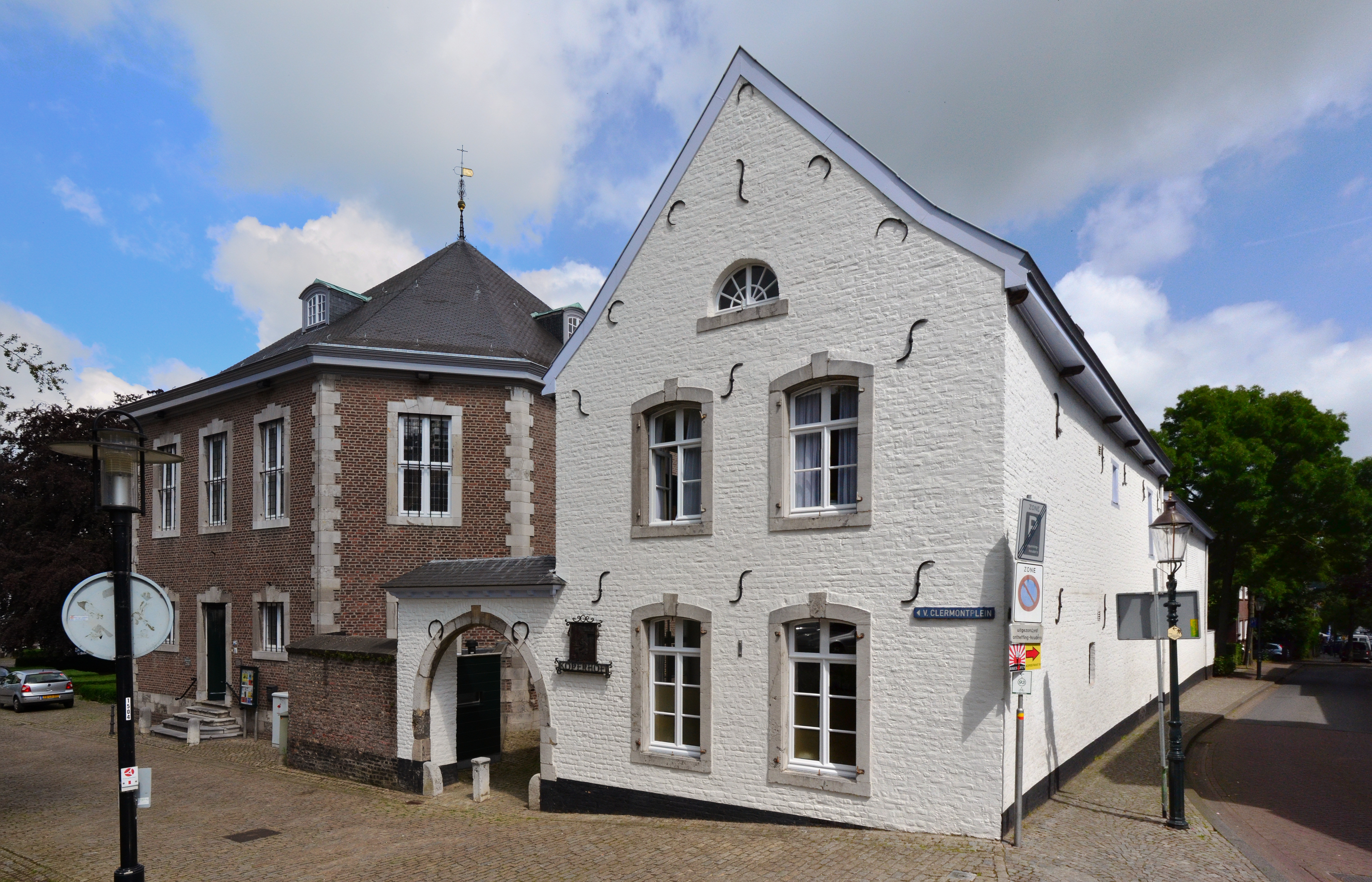
Lutherse Kerk und Kopermolen

## Politik

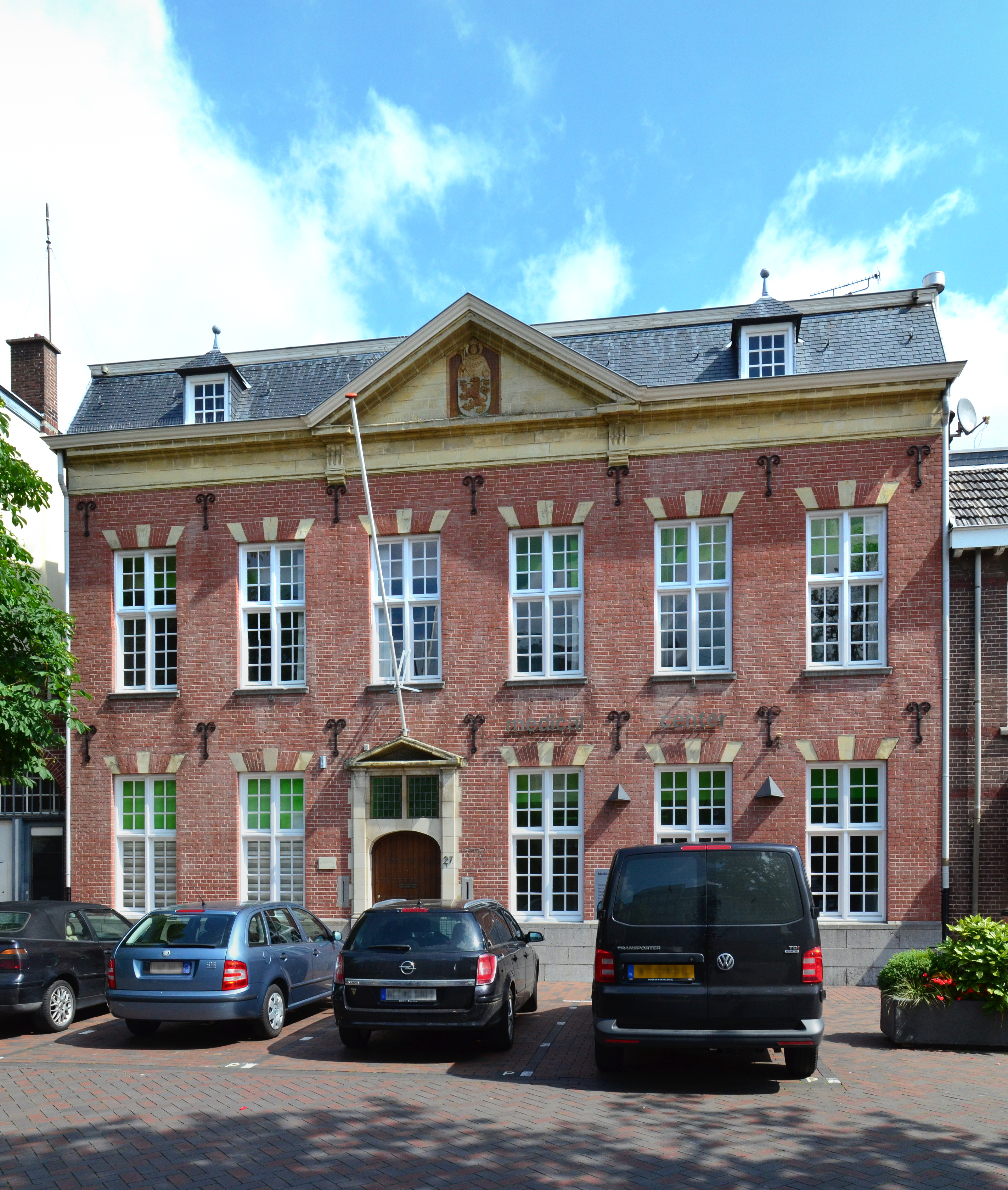
Altes Rathaus Vaals
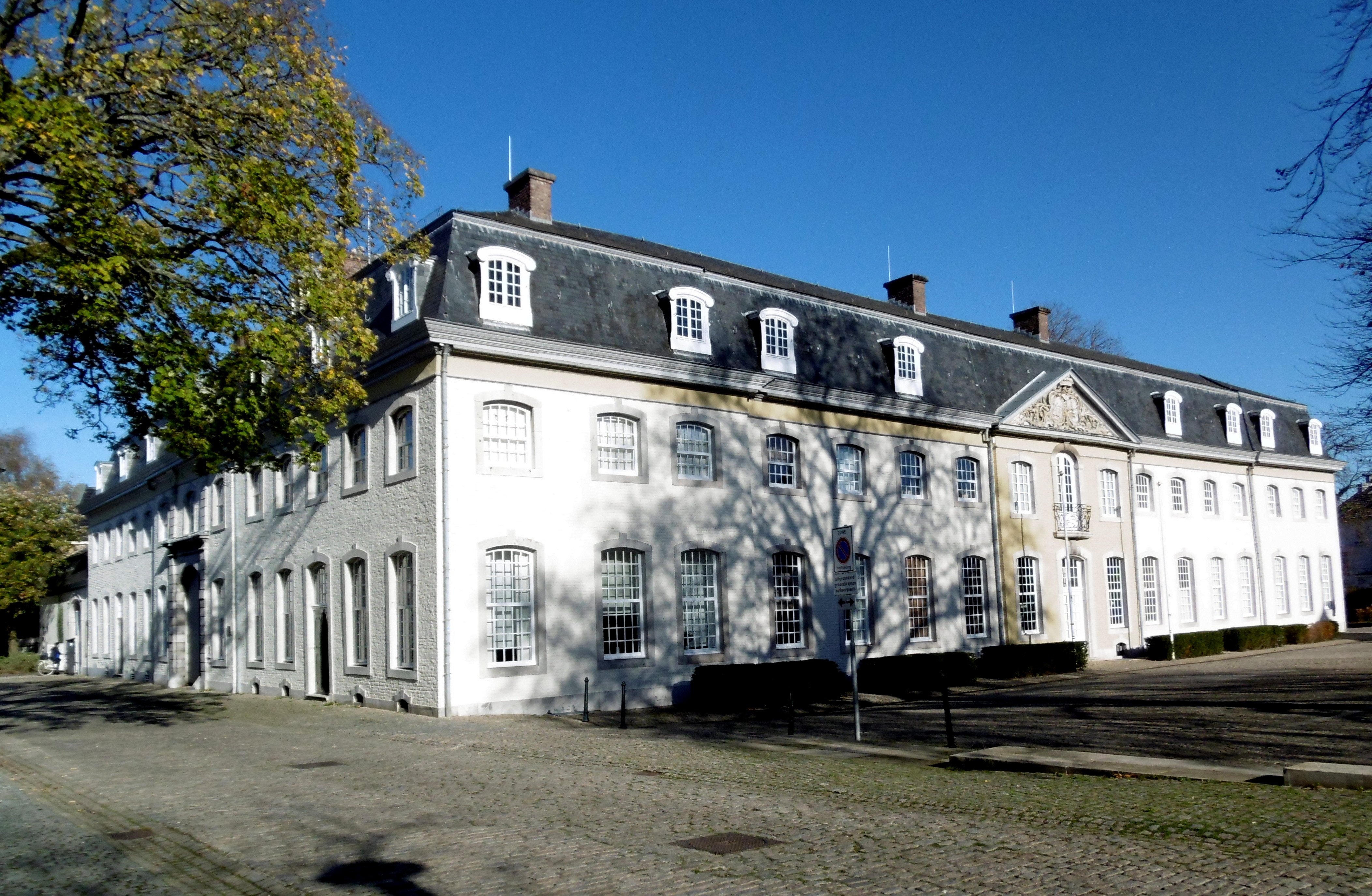
Neues Gemeindehaus Vaals

Den politischen Gremien steht der gewählte Bürgermeister, der in dieser Eigenschaft sowohl der Vorsitzende des derzeitigen 15-köpfigen Gemeinderates aus gewählten Parteimitgliedern ist als auch des College van burgemeester en wethouders bestehend aus drei Beigeordneten ist, vor. Der Sitz der Gemeindeverwaltung ist seit seinem Umbau in den Jahren 1975 bis 1979 das Haus Clermont, das vormalige Stammhaus des Tuchfabrikanten Johann Arnold von Clermont und später Ignaz Tyrell.
Vaals ist der Ort in den Niederlanden mit dem höchsten Einwohneranteil an deutschen Staatsbürgern (26 %). Bei der Kommunalwahl am 7. März 2006 wurde mit Georg Götz erstmals in den Niederlanden ein deutscher Staatsbürger in einen Gemeinderat gewählt – zuerst für die lokale Partei „Burgerbelang“ (Bürgerinteressen), die er 2007 verließ, und erneut bei der Kommunalwahl am 3. März 2010 für seine neue eigene Partei „Betaalbaar & Duurzaam Vaals“ (B&DV; etwa: Bezahlbares & Nachhaltiges Vaals). Für „Fractie Scheffers – Vrij & Onafhankelijk“ (V&O; Fraktion Scheffers – Frei & Unabhängig) nimmt seitdem Babette Lemmer als weitere Deutsche Platz im Vaalser Gemeinderat. Seit der letzten Kommunalwahl im Jahr 2022 wird Vaals von einer Koalition aus Het Alternatief (3 Sitze), CDA (3 Sitze) und Lokaal! (2 Sitze) verwaltet.

### Sitzverteilung im Gemeinderat
Der Gemeinderat wird seit 1982 folgendermaßen gebildet:
| Partei                                   | Sitze | Sitze | Sitze | Sitze | Sitze | Sitze | Sitze | Sitze | Sitze | Sitze | Sitze |
| Partei                                   | 1982  | 1986  | 1990  | 1994  | 1998  | 2002  | 2006  | 2010  | 2014  | 2018  | 2022  |
| ---------------------------------------- | ----- | ----- | ----- | ----- | ----- | ----- | ----- | ----- | ----- | ----- | ----- |
| Visie Vaals                              | –     | –     | –     | –     | –     | –     | –     | –     | –     | –     | 3     |
| Het Alternatief                          | –     | –     | –     | –     | –     | –     | –     | –     | –     | 1     | 3     |
| CDA                                      | 2     | 2     | 5     | 5     | 4     | 5     | 5     | 3     | 3     | 3     | 3     |
| Nuj Lies Vroemen                         | –     | –     | –     | –     | –     | –     | –     | –     | –     | 2     | 2     |
| PvdA                                     | –     | 4     | 4     | 4     | 6     | 4     | 3     | 3     | 2     | 2     | 2     |
| Lokaal! a                                | –     | –     | –     | –     | –     | –     | –     | –     | 3     | 2     | 2     |
| JONG                                     | –     | –     | –     | –     | –     | –     | –     | –     | –     | –     | 0     |
| Fractie Scheffers – Vrij & Onafhankelijk | –     | 2     | 1     | 1     | 2     | 3     | 2     | 3     | 4     | 3     | –     |
| Betaalbaar & Duurzaam Vaals              | –     | –     | –     | –     | –     | –     | –     | 2     | 1     | –     | –     |
| Pro-Vaals a                              | –     | –     | –     | –     | –     | –     | –     | 1     | –     | –     | –     |
| Burgerbelang a                           | –     | –     | –     | –     | 1     | 2     | 4     | 1     | –     | –     | –     |
| VVD                                      | 2     | 2     | 3     | 2     | 1     | 1     | 1     | –     | –     | –     | –     |
| D66                                      | –     | –     | 0     | 1     | 1     | –     | –     | –     | –     | –     | –     |
| Perspectief ’85                          | –     | 1     | 2     | 2     | –     | –     | –     | –     | –     | –     | –     |
| Europese Socialistische Unie             | –     | 0     | 0     | 0     | –     | –     | –     | –     | –     | –     | –     |
| Vaalser Vreemdelingpartij                | –     | –     | 0     | –     | –     | –     | –     | –     | –     | –     | –     |
| Democratisch Objectieve Eenheid b        | –     | 2     | –     | –     | –     | –     | –     | –     | –     | –     | –     |
| Werknemersfractie Vaals                  | 3     | 1     | –     | –     | –     | –     | –     | –     | –     | –     | –     |
| Democratische Belangengemeenschap        | 3     | 1     | –     | –     | –     | –     | –     | –     | –     | –     | –     |
| Objectieve Burgerbelangen                | 3     | –     | –     | –     | –     | –     | –     | –     | –     | –     | –     |
| Vooruitstrevende Partij Vijlen           | 1     | –     | –     | –     | –     | –     | –     | –     | –     | –     | –     |
| Lijst Heinen                             | 1     | –     | –     | –     | –     | –     | –     | –     | –     | –     | –     |
| Gesamt                                   | 15    | 15    | 15    | 15    | 15    | 15    | 15    | 13    | 13    | 13    | 15    |

Anmerkungen

### Aktuelles Kollegium von Bürgermeister und Beigeordneten
Folgende Personen gehören zum Kollegium:
Bürgermeister
- Harry Leunessen (PvdA; Amtsantritt: 20. Januar 2020)[1]

Beigeordnete
- Jean-Paul Kompier (Lokaal!)
- Erika Jaegers (CDA)
- Juliette Verbeek (Het Alternatief)

Gemeindesekretär
- John Bertram

### Ehemalige Bürgermeister Vaals
- 1814–1835: Carl Theodor Arnold von Clermont (Sohn von Johann Arnold von Clermont)
- 1836–18??: Friedrich Frans Joseph Maria Anton von Pelser-Berensberg
- 18??–18??: Friedrich Heinrich von Clermont (Sohn von Carl Theodor Arnold von Clermont)
- 1843–1866: Andries Joseph van Reij
- 1866–1903: Leonard Frans Hubert Carl Ruland
- 1903–1904: Willem Lodewijk van Reij (Sohn von Andris Joseph van Reij)
- 1904–1907: Carl Clemens Sträter
- 1907–1917: Frederic Victor Quadekker
- 1917–1941: Hubertus Joseph Rhoen
- 1941–1944: Frans Jacobus Wilhelmus Souren
- 1944–1944: Wilhelm Bernhard van de Werff; (NSB)
- 1944–1950: Hubertus Joseph Rhoen
- 1950–1951: Cees Becht; (KVP)
- 1951–1976: Jozef F. J. Maenen; (KVP)
- 1977–1984: Emile van Leent; (KVP), (CDA)
- 1985–1991: Rien Damen; (PvdA)
- 1991–1992: Louw Hoogland; (PvdA)
- 1992–1995: John van Dijk; (PvdA)
- 1996–2005: Monique Quint-Maagdenberg; (PvdA)
- 2005–2006: Hans Lurvink; (CDA)
- 2006–2020: Reg van Loo; (parteilos)
- seit 2020: Harry Leunessen; (PvdA)

## Wirtschaft und Infrastruktur

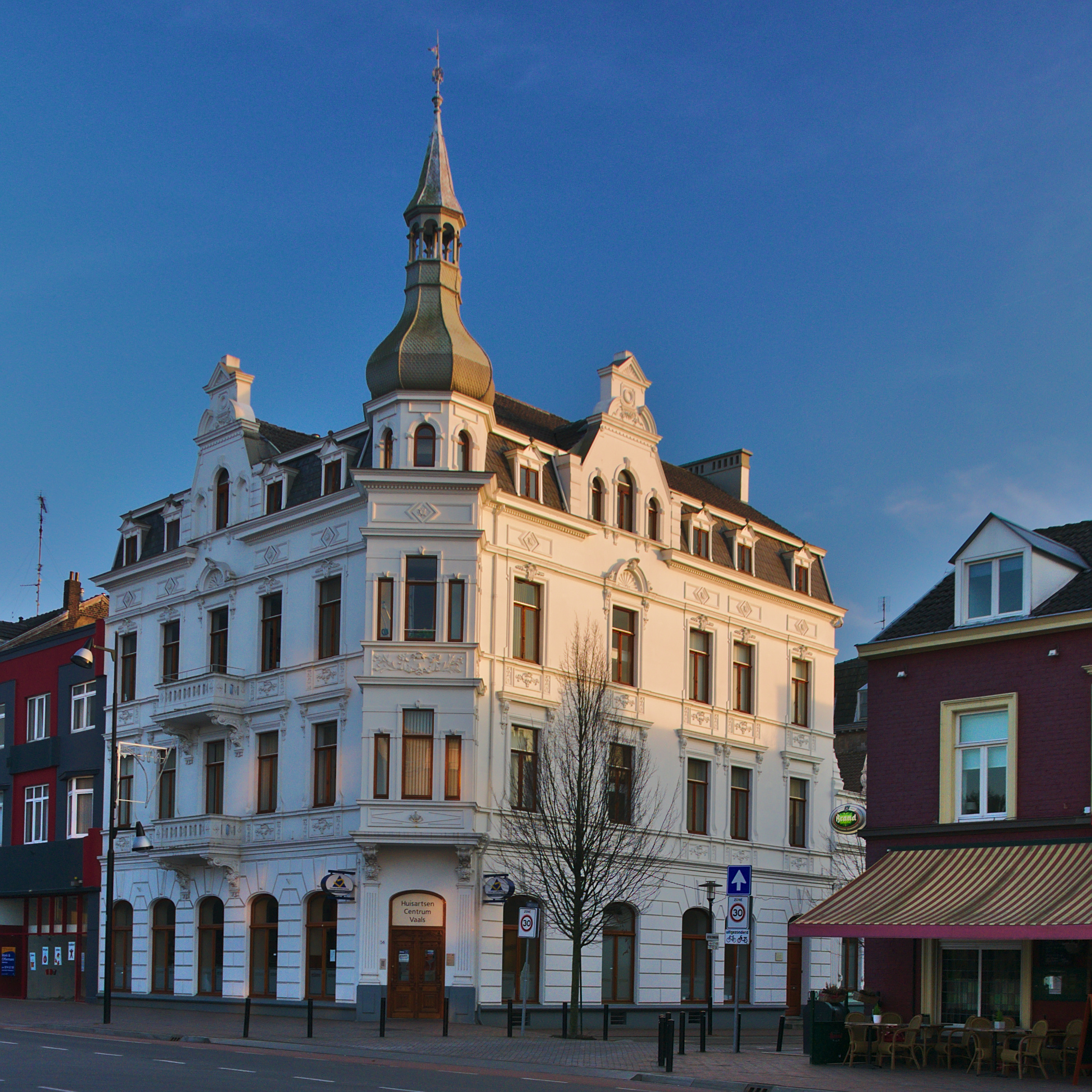
Kurhaus, Ballsaal und Kurhotel Vaals
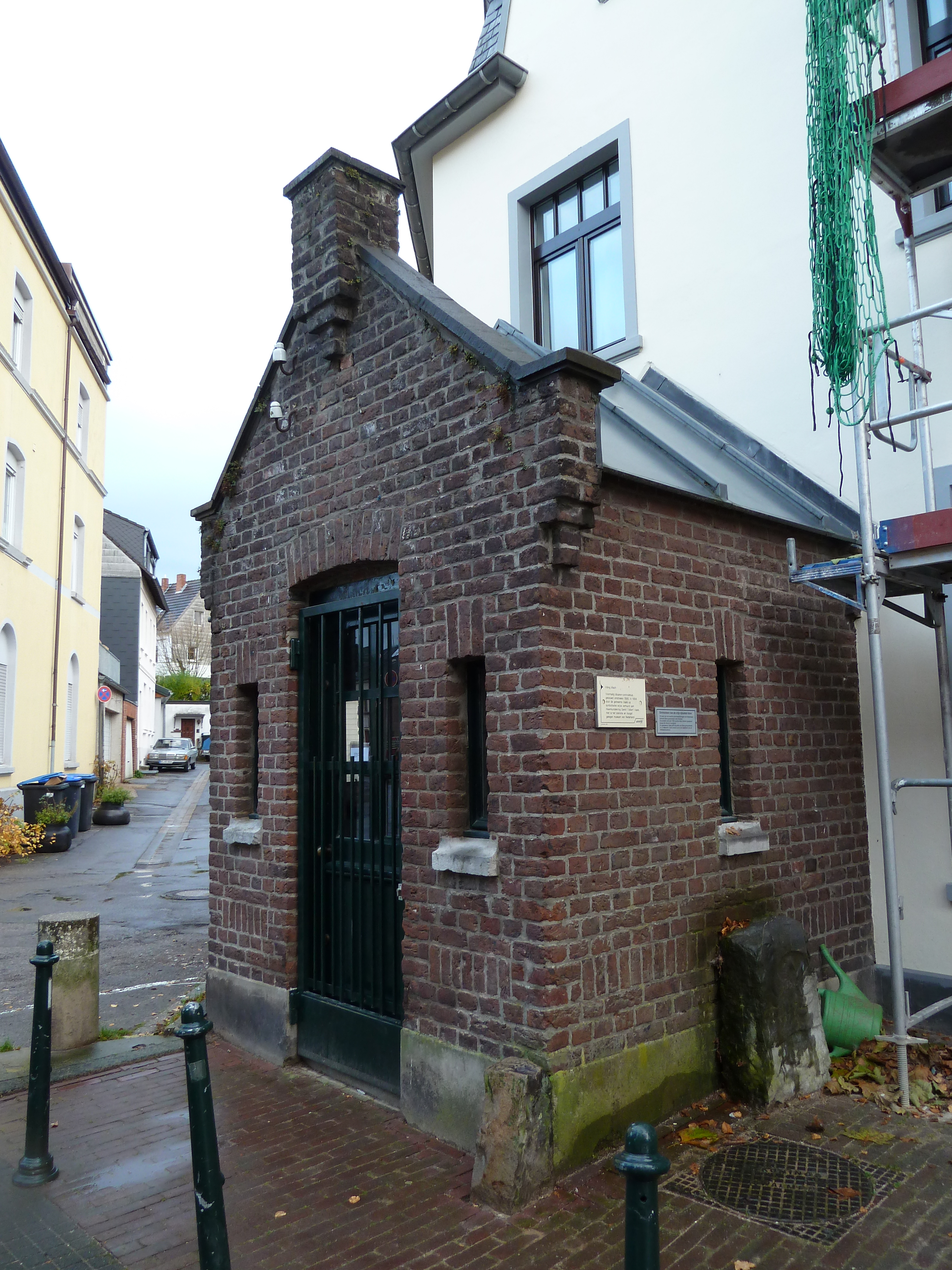
Alter Grenzübergang Kleine Wache

Nach 1840 stagnierte die industrielle Entwicklung, bedingt durch zunehmende Konkurrenz und politische Isolierung vom deutschen und belgischen Hinterland. Vaals wurde stattdessen zum Erholungs- und Entspannungsort für die Aachener; man sprach vom „Vaalser Paradies“. Zu diesem Zweck erhielt Vaals 1898 ein Kurhaus mit angrenzendem Konzertsaal im Auftrag der Aachener Brauerei Dittmar & Sauerländer. Dazu wurde ferner das benachbarte alte Haus Binterim, welches im Jahr 1790 von Joseph Moretti erbaut und als Wohnhaus des Bürgermeisters Carl von Clermont und des Tuchfabrikanten Theodor Binterim gedient hatte, Ende des 19. Jahrhunderts zum Kurhotel umgebaut.
Für diesen wirtschaftlichen Aufschwung hatte vor allem der um 1825 fertiggestellte Bau einer neuen geradlinigen und breiten Durchgangsstraße, der heutigen Maastrichter Laan, gesorgt. Zuvor hatte sich der Durchgangsverkehr über die alte Römer-Trasse gequält, die von Aachen kommend in Vaalserquartier von der heutigen Vaalserstraße abzweigte und als Alte Vaalser Straße die vormalige Grenze Kleine Wache passierte. Danach verlief die damalige Durchgangsstraße über die schmalen und unbefestigten Dorfstraßen weiter mit den heutigen Namen Akener Straat, Bergstraat, Bloemendalstraat, Vaalser Hagweg, Heuvelweg zum Oude Aker Weg in Richtung Vijlen und weiter in Richtung Maastricht.
Bedingt durch die neue Maastrichter Laan gab es ab 1889 eine Pferdebahn nach Aachen, die 1895 zur ersten elektrischen Straßenbahn in den Niederlanden wurde. 1925 baute die Limburgsche Tramweg Maatschappij (LTM) eine Dampfstraßenbahnlinie von Vaals über Wijlre nach Maastricht, wodurch der deutsche Grenztourismus in der Zeit der Weimarer Republik zunehmend in Gang kam. Außerdem gab es eine Umsteigemöglichkeit in die Aachener Straßenbahn. Nach dem Zweiten Weltkrieg fuhr die Aachener Straßenbahn nur noch bis zur Grenze in Vaalserquartier; sie wurde als letzte Straßenbahn im Raum Aachen 1974 eingestellt. Heute verkehren folgende Linien der ASEAG, der Arriva sowie des belgischen Transport en Commun (TEC) grenzüberschreitend ab Vaals:
| Linie | Betreiber | Verlauf |
| ----- | --------- | --- |
| 25    | ASEAG     | Vaals (NL) – Vaalserquartier (D) – Westfriedhof – Schanz – Elisenbrunnen – Aachen Bushof – Kaiserplatz – Bf Rothe Erde – Forst – Brand – Freund – Büsbach – Stolberg Altstadt – Stolberg Mühlener Bf (– Atsch Dreieck)                                                                  |
| 30    | ASEAG     | (Vaals (NL) – Vaalserquartier (D) – Westfriedhof –) Ronheider Weg – Burtscheid – Beverau – Forst Adenauerallee – Fringsgraben – Hüls – ASEAG – Prager Ring – (Haaren –) Eulershof (– Alter Tivoli – Ehrenmal/ Lousberg – Ponttor – Westbahnhof – Süsterau – Campus Melaten – Uniklinik) |
| 33    | ASEAG     | Fuchserde – Beverau – Frankenberger Viertel – Theater – Elisenbrunnen – Aachen Bushof – Ponttor – Westbahnhof – Hörn – Campus Melaten – Uniklinik – Kullen – Vaalserquartier (D) – Vaals (NL)                                                                                           |
| 35    | ASEAG     | Vaals Grenze – Vaalserquartier – Westfriedhof – Schanz – Elisenbrunnen – Aachen Bushof – Kaiserplatz – Bf Rothe Erde – Forst – Brand – Kornelimünster – Walheim – Hahn – Breinig |
| 43    | Arriva    | Vaals – Simpelveld – Kerkrade – Heerlen |
| 55    | ASEAG     | Vaals Grenze – Vaalserquartier – Westfriedhof – Schanz – Elisenbrunnen – Aachen Bushof – Kaiserplatz – Bf Rothe Erde – Forst – Brand – Kornelimünster – Schleckheim – Oberforstbach / Oberforstbach Gewerbegebiet – Lichtenbusch                                                        |
| 59    | Arriva    | Vaals – Vijlen – Lemiers |
| 70    | ASEAG     | Vaals Grenze – Vaalserquartier – Uniklinik – Laurensberg – Richterich – Berensberg – Eulershof – Talbot – Europaplatz – Bf Rothe Erde |
| 259   | Arriva    | Vaals (NL) – Dreiländerpunkt (NL) (kein AVV-Tarif) |
| 350   | Arriva    | Limburgliner: Aachen Bushof – Elisenbrunnen – (Theater ← Aachen Hbf ←) Schanz (D) – Vaals (NL) – Lemiers – Gulpen – Margraten – Cadier en Keer – Maastricht (AVV-Tarif gilt nur zwischen Aachen und Vaals Busstation)                                                                   |
| 396   | TEC       | Vaals Busstation (NL) – Gemmenich (B) – Moresnet – Kelmis – Hergenrath – Astenet – Walhorn – Kettenis – Eupen (kein AVV-Tarif) |
| 659   | Arriva    | Vaals – Vijlen – Nijswiller – Gulpen – Margraten – Cadier en Keer – Maastricht |
| N4    | ASEAG     | Nachtexpress: nur in den Nächten vor Samstagen sowie Sonn- und Feiertagen Aachen Bushof – (Elisenbrunnen → Karlsgraben →) Ponttor – Westbahnhof – Hörn – Uniklinik – Kullen (D) – (Vaalserquartier (D) →) Vaals Heuvel (NL)                                                             |

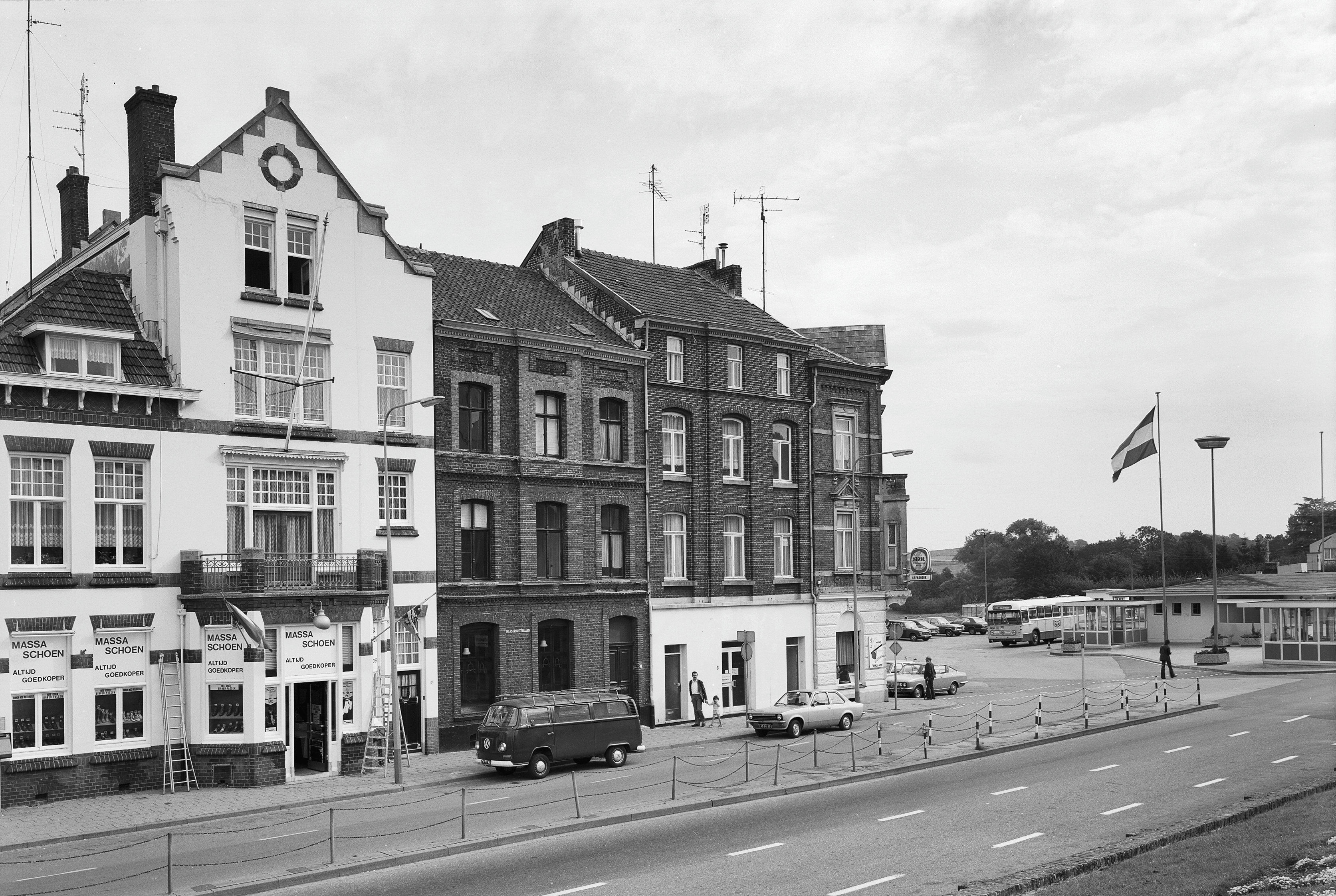
Grenzübergang nach 1973

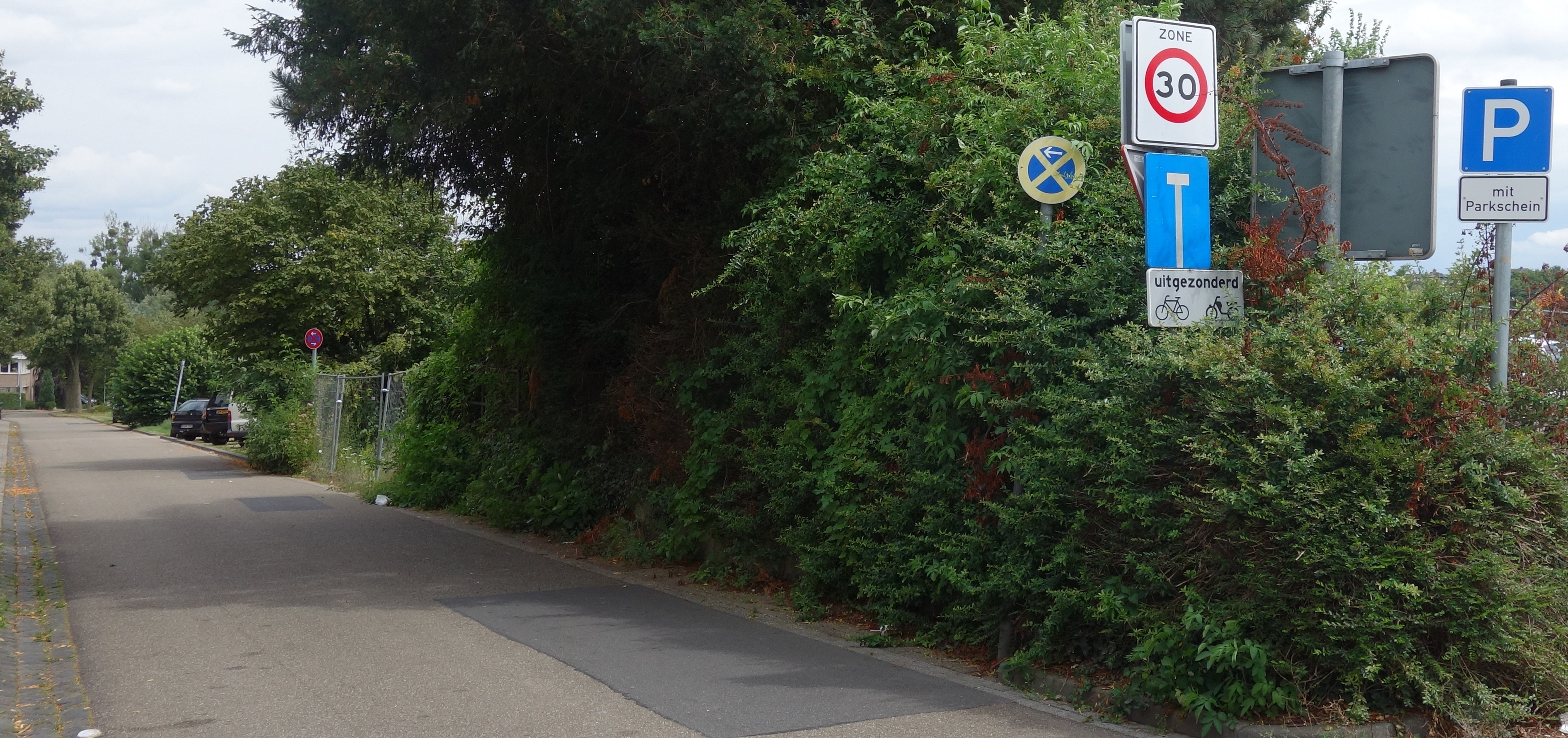
Grenzverlauf entlang der Grensstraat (2020), heute nur noch erkennbar an den niederländischen und deutschen Verkehrsbeschilderungen.

Seit 1948 blühte die Wirtschaft wieder auf. Die Aachener nutzten Vaals, wegen der im Vergleich zu Deutschland günstigeren Preise, bevorzugt wieder zum Einkaufen, den sogenannten Butterfahrten. Ende der 1960er-Jahre lohnte sich der Lebensmitteleinkauf (und damit dessen Schmuggel nach Deutschland) nicht mehr sonderlich, da durch die 1957 gegründete Europäische Wirtschaftsgemeinschaft (EWG) sich die Lebensmittelpreise allmählich anpassten. Allerdings waren Kaffee, Tee und besonders Zigaretten lange Jahre noch wesentlich billiger als in Deutschland, und deshalb florierte dieser „grenzübergreifende Handel“ außerordentlich gut – und damit auch der Schmuggel. Benzin- und Dieselkraftstoffe waren so billig, dass es sich nicht nur für die Aachener Bevölkerung, sondern weit bis in den Kölner Raum hinein lohnte, zum Tanken über die Grenze zu fahren und gleichzeitig noch groß einzukaufen. An Samstagen konnte oft einen Fahrzeugrückstau vom Grenzübergang aus ein bis zwei Kilometer in Richtung Aachen beobachtet werden. Diesen Jahrzehnte andauernden Umständen war es zu verdanken, dass die Gemeinde Vaals durch solchen Handel einen recht bemerkenswerten wirtschaftlichen Aufschwung erlebte. Erst die Abschaffung der Grenzkontrollen am 26. März 1995 mit dem neu entstandenen Schengen-Raum sowie die Einführung der gemeinsamen Währung des Euro entwickelten sich die Preise für diese Güter auf ein etwa gleich hohes Niveau wie in Deutschland.
Darüber hinaus entwickelte sich Vaals als interessanter Zuzugsort vor allem für junge Familien, die in und um Vaals günstig Grundstücke und Häuser nach niederländischem Standard erwerben konnten und zugleich durch das Doppelbesteuerungsabkommen günstiger taxiert wurden. Dieser Trend fand in den Jahren 1950 bis 1970 seinen Höhepunkt und flaute danach stark ab, nachdem in den Niederlanden die Wohnungspreise stark angezogen hatten und die Steuervorteile durch Gesetzesanpassungen weitestgehend aufgehoben wurden.
Ökonomisch betrachtet ist der Tourismus die Haupteinnahmequelle für Vaals, seitdem ab den 1960er Jahren erst die benachbarte Kohlenindustrie und danach auch die Textilindustrie verloren gegangen war. Die meisten Einwohner pendeln heute zur Arbeit in die größeren Nachbarstädte Heerlen, Kerkrade und Maastricht sowie nach Aachen und Umgebung. Ein Sechstel der Bevölkerung wurde nach dem aktuellen nationalen Armutsmonitor in den Niederlanden als arm eingestuft. Um das Zentrum wieder attraktiver zu machen, wurde 2008 durch den Heerlener Architekten Jo Coenen ein Masterplan entworfen, der vor allem den Tourismus stärken soll, aber auch eine günstige Alternative an Mietwohnungen für die Studentenschaft und für junge Familien aus Aachen wegen der dortigen Wohnungsknappheit anbieten möchte.

### Tourismus

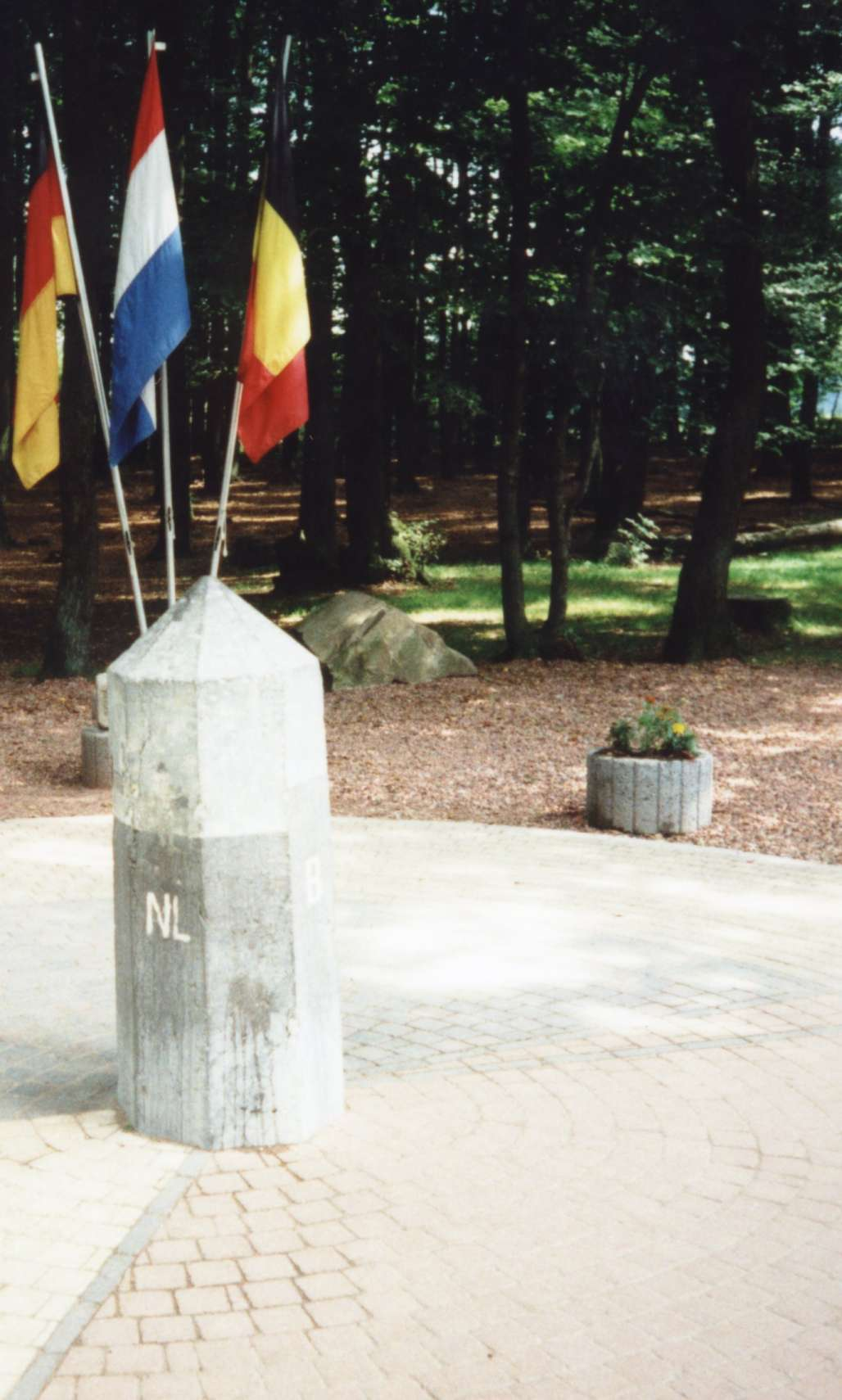
Drei-, Vierländereck
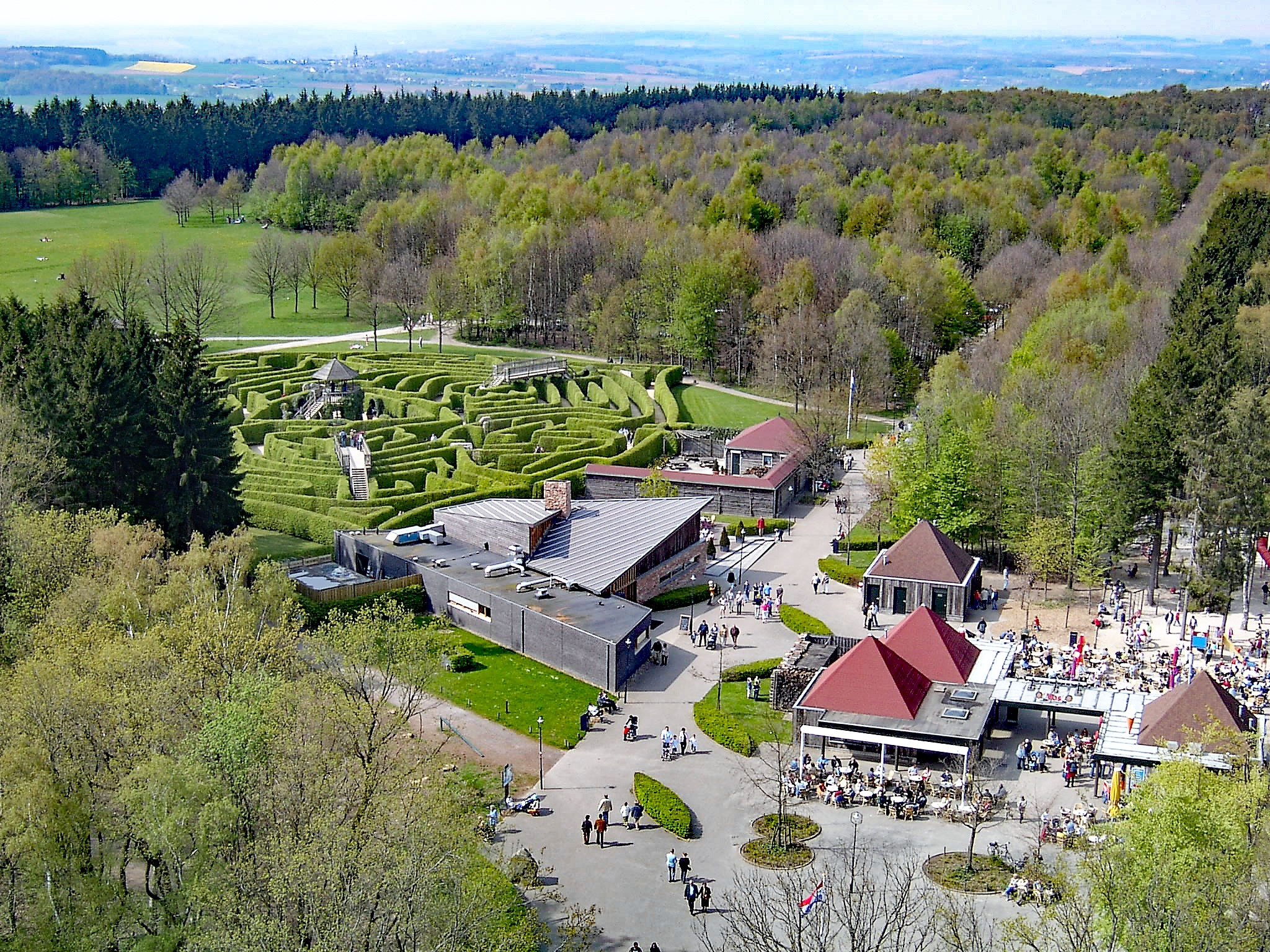
Labyrinth Vaals

Touristisch hat sowohl der Ort Vaals mit zahlreichen Gebäuden aus dem 17. bis 19. Jahrhundert als auch die gesamte Gemeinde Vaals viel zu bieten. Da sind zum einen die staatlich ausgewiesenen geschützten Ortsbereiche im Zentrum von Vaals und in den Dörfern Raren, Cottessen, Mamelis und Lemiers mit ihren zahlreichen unter Denkmalschutz gestellten alten Vierkanthöfen, Schlössern und Herrenhäusern, ehemaligen Fabrikanlagen, historischen Kirchen und Klöstern, Mühlen und Fachwerkhäusern. Ferner profitiert die Gemeinde Vaals von seiner Lage in einer waldreichen Hügellandschaft, zu der der Vaalserberg mit seiner Anbindung zum Aachener Wald und den alten Schmugglerrouten, sowie der Vijlener Wald gehören. Verschiedene touristische Attraktionen wie beispielsweise zwei Aussichtstürme und ein Naturlabyrinth auf dem Vaalserberg und ein Kinderbauernhof im Vijlener Wald sowie alte Hügelgräber aus der Bronzezeit und mehrere Waldgaststätten in beiden Waldgebieten sind die Besuchermagnete der Region. Ein ausgedehntes und weitläufiges Wander- und Radwegenetz sorgt dafür, dass sich die Besucherströme gut verteilen können. Besonders die gut ausgebauten und dennoch verkehrsarmen Nebenstraßen rund um Vaals, die teilweise mit der Mergellandroute verbunden sind, sind ein Eldorado für Radrennfahrer und werden oftmals als Teilabschnitt des Amstel Gold Race mit eingebaut.
Darüber hinaus befinden sich in Vaals noch eine Kartbahn, mehrere Golfplätze sowie ein großer Ferienpark der Landal-GreenParks-Kette. Für Kunstinteressierte bietet der Ort jedes Jahr die Kunstroute Vaals an, bei der im Rahmen eines Spazierganges an verschiedenen historischen Gebäuden und Plätzen vorbei, zahlreiche Kunstwerke besichtigt werden können. Zudem befindet sich außerhalb des Ortes noch das Museum Vaals, das in der Kapelle des ehemaligen Kamillianerklosters von „Haus De Esch“ eingerichtet wurde. Dort sind mehr als 200 Heiligenfiguren sowie Marienbilder, Totenzettel und Rosenkränze ausgestellt, die mehrheitlich von Kirchen, Klöstern und Privatleuten gespendet worden sind.
Im Jahr 2005 wurde das Gulp- und Göhltal bei Vaals durch die Stichting Natuur en Milieu (Stiftung Natur und Umwelt) zur schönsten Landschaft der Niederlande mit fünf Sternen dekoriert und 2011 wurde der Ort unter anderem für seine urbane und landschaftliche Qualität, der Infrastrukturpolitik und der Gastfreundschaft in die Organisation Cittàslow aufgenommen.

## Persönlichkeiten
Söhne und Töchter:
- Marie Charlotte Neviandt, geborene Binterim (1826–1889), Ehefrau des Theologen Heinrich Neviandt und Übersetzerin
- August Brandt (1866–1917), Theologe
- Hubert Spierts (1882–1961), Pfarrer
- Caspar Bröcheler (1911–1983), deutscher Heldenbariton niederländischer Herkunft
- Willi Hoss (1929–2003), deutscher Gewerkschafter und Politiker
- Eddy Verheijen (* 1946), Eisschnellläufer

Personen mit Beziehung zur Stadt:
- Johann Joseph Couven (1701–1763), deutscher Architekt und Baumeister des Barock, entwarf den barocken Hochaltar (zugeschrieben) und die Kanzel (gesichert) für die lutherische Kirche De Kopermolen
- Jacob Engelbert Teschemacher (1711–1782), deutscher Orgelbauer, erbaute 1772 die Orgel in der Hervormde Kerk
- Johann Arnold von Clermont (1728–1795), deutscher Tuchfabrikant, Eigentümer von Schloss Vaalsbroek mit der Vaalsbroeker Mühle und Erbauer des Schlosses Blumenthal sowie vielen weiteren Bauwerken in Vaals
- Otto Intze (1843–1904), deutscher Bauingenieur, Professor für Wasserbau, Baukonstruktion und Baustofflehre an der Technischen Hochschule Aachen, auf dem protestantischen Friedhof in der Tentstraat begraben
- Dominikus Böhm (1880–1955), deutscher Architekt und Kirchenbaumeister, entwarf die von 1921 bis 1923 errichtete Abtei St. Benedikt in Mamelis
- Theodore von Kármán (1881–1963), ungarisch-deutsch-amerikanischer Ingenieur; Pionier der modernen Aerodynamik und Luftfahrtforschung; Professur und Leiter des Instituts für flugtechnische Aerodynamik an der Technischen Hochschule Aachen; lebte von 1913 bis 1926 in Vaals
- Rose Kennedy (1890–1995), Mutter von John F. Kennedy, war von 1906 bis 1909 Internatsschülerin im Schloss Blumenthal in Vaals
- Leo Ketelaars (1913–1992), niederländischer Violinist, Opernsänger, Gesangspädagoge und Komponist, lebte und starb in Vaals
- Reiner Dick (1940–1974), deutscher Professor für Betriebswirtschaftslehre, starb 1974 in Vaals
- Herbert Bardenheuer (1949–2007), deutscher Maler, Zeichner und Fotograf
- Bruce Darnell (* 1957), US-amerikanischer Choreograf und Model, lebt in Vaals
- Willi Achten (* 1958), deutscher Schriftsteller, lebt in Vaals
- Sarah Bosetti (* 1984), deutsche Autorin, Satirikerin, Bühnenliteratin und Moderatorin lebte in Vaals

## Sonstiges
Ein Marskrater mit einem Durchmesser von 10,6 km wurde nach Vaals benannt.